# Photedes didonea
Photedes didonea là một loài bướm đêm trong họ Noctuidae.